# Le Cortège des cent démons
Le Cortège des cent démons (百鬼夜行抄, Hyakkiyakō-shō) est un shōjo manga d'horreur d'Ichiko Ima publié depuis 1995 dans le magazine Nemuki d'Asahi Sonorama. L'œuvre reçoit le prix d'excellence du Japan Media Arts Festival en 2006. En 2025, 31 volumes sont parus au Japon. 
Le manga est adapté en théâtre kabuki moderne par la troupe Hanagumi shibai ; la pièce est divisée en deux parties, la première étant écrite en 2003, la seconde en 2006
En France, le manga est édité à partir de 2006 par Doki Doki mais s'arrête au bout du sixième tome à cause de ventes insuffisantes. Une édition américaine du manga sous le nom Beyond Twilight avait été annoncée, mais la sortie a été annulée car l'éditeur Aurora Publishing a fait faillite en 2010. La série a ensuite été publiée sur l'application numérique américaine JManga, mais l'application a disparu en 2013. En Italie, l'éditeur Goen publie la série à partir de 2022, mais fait faillite en 2024, la série s'interrompt donc après seulement neuf volumes publiés. 